# Bir Avuç cennet
Bir Avuç cennet é um filme juvenil turco-sueco de 1985, realizado por Muammer Ozer.

## Resumo
Em meados de 1965, verificou-se uma onda migratória na Turquia, deslocações em massa do campo para as cidades. Este filme conta a história de uma família, pais e filhos, que, corajosamente mudam para a cidade para conseguirem uma vida melhor. Mas são muitas as dificuldades e as desilusões. Não encontram a casa que lhes fora prometida e encontram alojamento num velho autocarro, próximo de uma lixeira. Mas, apesar disso, criam um "pequeno paraíso".

## Elenco
- Tarik Akan
- Hale Soygazi
- Baris Adali
- Revnak Güzel
- Ömer Yalnizcik